# 東京都道162号三ツ木八王子線
東京都道162号 三ツ木八王子線（とうきょうとどう162ごう みつぎはちおうじせん）は、東京都武蔵村山市から、立川市、昭島市を経て八王子市に至る一般都道である。昭島市大神町と八王子市平町の間の多摩川に架橋されていないため、現況ではこの区間は途絶している。

## 概要
- 実延長：8,717m[1]

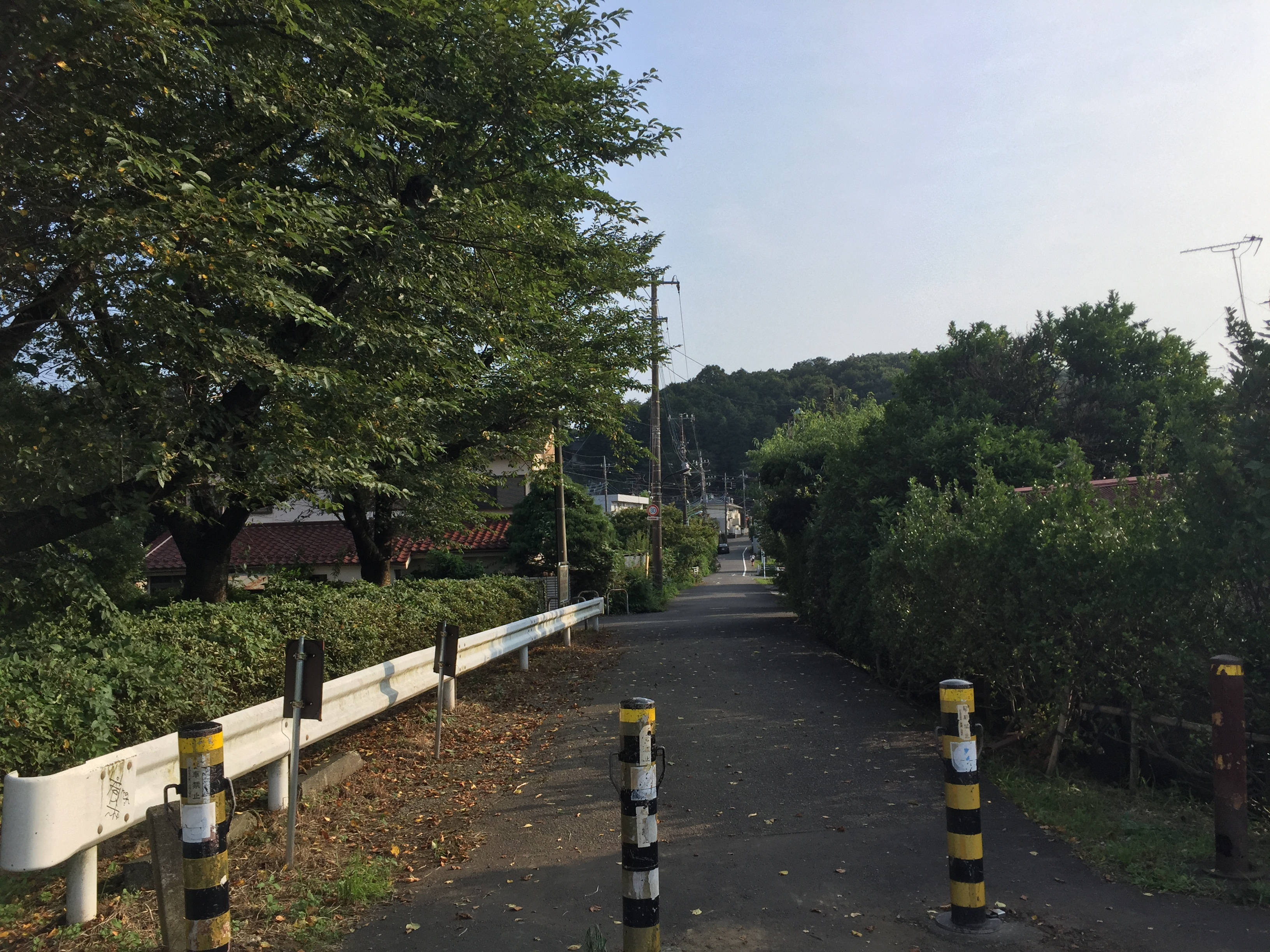
八王子市側の都道162号線端点（八王子市平町）
多摩川河川敷から左入側方向を望む

- 起点：東京都武蔵村山市三ツ木（東京都道5号新宿青梅線交点）
- 終点：東京都八王子市左入町（国道16号交点）

### 重用区間
- 東京都道59号八王子武蔵村山線（多摩大橋通り、東京都立川市一番町　西武線北通り交点のさらに北側の名無し交差点 - 天王橋南側の名無し交差点）
- 東京都道29号立川青梅線（奥多摩街道、東京都昭島市宮沢町2丁目の奥多摩街道交点の名無し交差点 - 東京都昭島市大神町＝成隣小前交差点）
- 東京都道169号淵上日野線（東京都八王子市）左入町東第二交差点 - 左入町交差点[2]

## 通過する自治体
- 東京都
  - 武蔵村山市
  - 立川市
  - 昭島市
  - 八王子市

## 交差・接続している道路
- 東京都道5号新宿青梅線（青梅街道、東京都武蔵村山市）
- 東京都道5号新宿青梅線（新青梅街道、東京都武蔵村山市）三ツ木交差点
- 東京都道59号武蔵村山八王子線（多摩大橋通り、東京都立川市）西武線北通り交点のさらに北側の名無し交差点
- 東京都道59号武蔵村山八王子線（多摩大橋通り、東京都立川市）天王橋南側の名無し交差点
- 東京都道7号杉並あきる野線（五日市街道、東京都立川市）天王橋交差点
- 東京都道29号立川青梅線（奥多摩街道、東京都昭島市）諏訪神社交差点
- 東京都道29号立川青梅線（奥多摩街道、東京都昭島市）成隣小前交差点
- 東京都道169号淵上日野線（東京都八王子市）左入町東第二交差点
- 国道16号（東京都八王子市）左入町交差点
- 国道411号（東京都八王子市）左入町交差点

## 橋梁
- 新残堀橋（残堀川、東京都武蔵村山市）
- 天王橋（玉川上水、東京都立川市）

## 都市計画道路指定
- 立川3.4.40号線
- 昭島3.4.16号線

## 路線状況
本路線は武蔵村山市伊奈平南交差点から昭島市つつじが丘団地交差点にかけて、玉川上水に架かる天王橋（天王橋交差点）を通る経路を取るが、同橋の前後は五日市街道など複数の幹線道路が複雑に交差し、渋滞が頻繁に発生する。
そのため、武蔵村山市～昭島市の間を単純に行き来するのであれば、西武立川駅の東側を通り伊奈平南交差点～つつじが丘団地交差点間を短絡する市道（立川市域は「松中通り」、昭島市域は「諏訪松中通り」と通称される道路）に迂回したほうが早い。